# Поздний модернизм
Поздний модернизм — одно из возможных определений современного искусства с начала (или конца) Второй мировой войны до начала XXI века, конкурирующее с понятием постмодернизм. В некоторых искусствоведческих учениях поздний модернизм и постмодернизм понимаются как два различных результата эволюции модерна и модернизма (так, Артур Данто в книге «После конца искусства» понимает постмодерн как подсектор современного искусства), в то же время Жан-Франсуа Лиотар, Кирк Варнедо, Хилтон Крамер и некоторые другие специалисты видят в постмодерне в лучшем случае дальнего родственника модернизма и позднего модернизма.
Есть те, кто выступает против разделения на современный и постмодернистский периоды. Не все критики согласны с тем, что этап, называемый модернизмом, закончен или даже близок к концу. Нет единого мнения, что все искусство после модернизма является постмодернистским. Современное искусство является более широко используемым термином для обозначения работы примерно с 1960 года, хотя оно также имеет много других применений и толкований. Постмодернистское искусство также не отделено чёткой линией от модернизма, и многие критики видят в нём лишь ещё одну фазу современного искусства или другую форму позднего модернизма.
По состоянию на конец 2010-х годов, критики применения термина поздний модернизм находятся в меньшинстве. Это не означает, что фаза искусства, обозначаемая поздним модерном, принята и общепризнана, просто необходимость термина для описания движений в искусстве после пика абстрактного экспрессионизма хорошо известна. Однако, хотя концепция изменений в искусстве пришла к консенсусу, консенсуса относительно того являются ли эти изменения постмодернистскими или позднемодернистскими пока ещё нет, консенсус заключается в том, что произошло глубокое изменение в восприятии произведений искусств, и на мировой арене появилась новая эра, с отсечкой с 1960-х годов.
В литературе термин поздний модернизм относится к литературным произведениям, созданным после Второй мировой войны, хотя встречается отнесение к позднему модернизму текстов, опубликованных между 1930 и 1939 годами или между 1930 и 1945 годами. В то же время ряд крупных писателей-модернистов — Бэзил Бантинг, Т. С. Элиот, Сэмюэль Беккет, — продолжали работать в избранном ими направлении ещё несколько десятилетий после этого периода.

## Отличия от постмодернизма
Понятие позднего модернизма включает направления, которые возникли на основе модернизма и одновременно являлись реакцией на него, отрицая некоторые аспекты модернизма; концептуально они оставались в рамках модернистского проекта. В некоторых описаниях постмодернизм как период в искусстве завершён, тогда как в других он является существующим направлением в современном искусстве. Специфическими чертами модернистского искусства называются, как правило, формальная чистота, средняя специфичность, искусство ради искусства, возможность подлинности в искусстве, важность или даже возможность универсальной правды в искусстве и важность авангарда и оригинальность. Этот последний момент является одним из особых споров в искусстве, в котором многие институты утверждают, что наличие перспективных, передовых и прогрессивных тенденций имеет решающее значение для миссии искусства в настоящем, и поэтому постмодерн представляет собой противоречие ценности «искусство нашего времени».
Согласно одному из определений, постмодернизм отрицает большие нарративы модернизма и стирает границы между высокими и низкими формами искусства, подрывает понятие жанра и размывает границы между жанрами с помощью коллизии, коллажа и фрагментации. В постмодернистском искусстве считают, что все позиции нестабильны и неискренни, и поэтому ирония, пародия и юмор — единственные позиции, которые нельзя отменить критикой.
Многие из этих черт присутствуют в современных движениях в искусстве, в частности, отказ от разделения между высокими и низкими формами искусства. Однако эти черты считаются основополагающими для постмодернистского искусства, а не просто присутствуют в той или иной степени. Однако одним из наиболее важных различий между постмодернизмом и модернизмом, как движениями в искусстве, является, в конечном счёте, прогрессивная позиция модернизма, согласно которой новые работы должны быть более «ориентированными на будущее» и продвинутыми, в то время как постмодернистские движения обычно отвергают это понятие.
Однако, у использования термина постмодерн, есть критики его применения. Например, Кирк Варнедо заявил, что постмодернизма не существует и что возможности модернизма ещё не исчерпаны. Как выше отмечалось, эти критики в настоящее время в меньшинстве.

## Радикальные движения в современном искусстве
Радикальные движения и тенденции в модернизме и модернистском искусстве, рассматривающиеся как оказавшие влияние и потенциально предшествующие появлению позднего модернизма, начали возникать незадолго до Первой мировой войны и особенно после нее. С появлением в искусстве технической и механической составляющей появились такие направления как кубизм, дадаизм и сюрреализм, а вместе с ними и такие техники, как коллаж и другие. Также в это время произошли появление новых форм искусства таких как кино, которое благодаря применению техники промышленного копирования, вывело искусство на новый уровень. Благодаря усилиям Пабло Пикассо и Марселя Дюшана, появилось техника реди-мейд.

### Фовизм, кубизм, дадаизм, сюрреализм как прецедент
В начале XX века, под влиянием Анри Матисса и Андре Дерена как живописцев-фовистов и монументальных инноваций Пабло Пикассо и Жоржа Брака, а также всемирного успеха кубизма и поощрения авангарда, Марсель Дюшан выставил писсуар и объявил его скульптурой. Он хотел, чтобы люди смотрели на писсуар, как на произведение искусства, потому что он сказал, что это произведение искусства. Он назвал свою работу «реди-мейдом». «Фонтан» был писсуаром с псевдонимом Р. Матт, который потряс мир искусства в 1917 году. Это и другие работы Дюшана, как правило, искусствоведы относят к дадаизму.
Дадаизм можно рассматривать как часть модернистской склонности бросать вызов сложившимся стилям и формам, наряду с сюрреализмом, футуризмом и абстрактным экспрессионизмом. С хронологической точки зрения Дада находится в рамках модернизма, однако ряд критиков считает, что он предвосхищает постмодернизм, в то время как другие, такие как Ихаб Хасан и Стивен Коннор, считают его возможной точкой перехода между модернизмом и постмодернизмом.
Фовизм и, в частности, Анри Матисс, оказали важное влияние как на абстрактный экспрессионизм, так и на живопись цветового поля, что стало важной вехой позднего модернизма. «Танец» широко известен как «ключевой момент в карьере Матисса и в развитии современной живописи». Благодаря большому голубому пространству, простоте дизайна и акценту на чистых ощущениях, картина оказала огромное влияние на американских художников, которые видели её в MoMA в Нью-Йорке.

### Джексон Поллок: абстрактный экспрессионизм
В конце 1940-х годов радикальный подход Поллока к живописи революционизировал потенциал всего современного искусства, которое последовало за ним. В какой-то степени Поллок понял, что путь к созданию произведения искусства так же важен, как и само произведение искусства. Подобно новаторским изобретениям живописи и скульптуры на рубеже веков с помощью кубизма Пабло Пикассо, Поллок пересмотрел способ, которым искусство создаётся в середине столетия. Движение Поллока — в сторону от станковой живописи и условностей — стало сигналом освобождения для его современников и их последователей.
Художники поняли, что творческий процесс Джексона Поллока — работа на полу, растянутый необработанный холст, специфические материалы, промышленные материалы, бросание линейных мотков краски, капельная живопись, рисование, окрашивание, нанесение кистью, по существу, перенесло процесс творчества за пределы любых предшествующих границ.
Абстрактный экспрессионизм в целом расширил и развил те возможности, которые были у художников для создания новых произведений искусства. В некотором смысле инновации Джексона Поллока, Виллема де Кунинга, Франца Клайна, Марка Ротко, Филиппа Густона, Ханса Хофмана, Клиффорда Стилла, Барнетта Ньюмана, Эда Рейнхардта и других открыли шлюзы для разнообразия и масштабов всего искусства.

### Неодада, коллаж и ассамбляж
С абстрактным экспрессионизмом связано появление комбинированных произведений искусства — с материалами художника, отходящими от прежних условностей живописи и скульптуры. Эта тенденция в искусстве иллюстрируется работами Роберта Раушенберга, чьи «комбинаты» в 1950-х годах были предшественниками поп-арта и инсталляционного искусства и использовали множество крупных физических объектов, включая чучела, птиц и коммерческую фотографию.
Лео Штейнберг использует термин постмодернизм в 1969 году для описания «плоской» плоскости изображения Раушенберга, содержащей ряд культурных образов и намёков, которые не были совместимы с живописным полем премодернистской и модернистской живописи.
Стивен Бест и Дуглас Келлнер идентифицируют Раушенберга и Джаспера Джонса как часть переходной фазы между модернизмом и постмодернизмом, под влиянием Марселя Дюшана. Оба использовали образы обычных объектов или сами объекты в своей работе, сохраняя при этом абстракцию и живописные жесты высокого модернизма.

### Абстрактная живопись и скульптура 1960-х и 1970-х годов
В абстрактной живописи и скульптуре в 1950-х и 1960-х годах геометрическая абстракция стала важным направлением в работах многих скульпторов и художников. В живописи главенствовали минимализм, живопись цветового поля, живопись жёстких контуров и лирическая абстракция, являвшиеся радикально новыми направлениями.
Элен Франкенталер, Морис Луис, Фрэнк Стелла, Келли Эльсуорт, Ричард Дибенкорн, Дэвид Смит, Энтони Каро, Марк ди Суверо, Джин Дэвис, Кеннет Ноланд, Джулс Олицки, Исаак Виткин, Энн Трутт, Кеннет Снельсон, Ал Хелд, Говард Ходжкин, Ларри Пунс, Брайс Марден, Роберт Мангольд, Дэн Кристенсен, Ларри Зокс, Чарльз Хинман, Сэм Гиллиам были одними из художников, чьи работы характеризовали абстрактную живопись и скульптура 1960-х годов. Лирическая абстракция имеет сходство с живописью цветового поля и абстрактным экспрессионизмом, особенно в свободном использовании краски — текстуры и поверхности. Прямое рисование, каллиграфическое использование линий, эффекты матовой, забрызганной, окрашенной, сжатой, вылитой и разбрызганной краски по внешнему виду напоминают эффекты, наблюдаемые в абстрактном экспрессионизме и живописи цветового поля. Однако стили заметно отличаются.
Как видно в живописи действия, акцент делается на мазках, высокой композиционной драме, динамическом композиционном напряжении. В то время как в лирической абстракции есть ощущение композиционной случайности всей композиции, сдержанной и расслабленной композиционной драмы и акценте на процессе, повторении и общей чувствительности. В 1960-х и 1970-х годах такие влиятельные художники, как Роберт Мазервелл, Адольф Готлиб, Филипп Густон, Ли Краснер, Сай Твомбли, Роберт Раушенберг, Джаспер Джонс, Ричард Дибенкорн, Джозеф Альберс, Элмер Бишофф, Агнес Мартин, Сэм Фрэнсис, Эльсуорт Келли, Фрэнк Стелла, Кеннет Ноланд, Джоан Митчелл и молодые художники, такие как Брайс Марден, Роберт Мангольд и десятки других продолжали создавать жизненно важные и влиятельные картины.

### Минимализм и пост-минимализм
К началу 1960-х минимализм появился как абстрактное движение в искусстве (его корня уходят к геометрической абстракции Малевича, Баухауза и Мондриана). Среди художников, которые стали пионерами минимализма, можно выделит Фрэнка Стеллу, Эда Рейнхардта, Агнес Мартин, Барнетта Ньюмана, Дональда Джадда, Тони Смита, Карла Андре, Роберта Смитсона, Сола Левитта, Дэна Флавина, Роберта Мангольда, Роберта Морриса и Рональда Бладен. Новое искусство отвергло идею реляционной и субъективной живописи, сложность абстрактных экспрессионистских поверхностей, эмоциональный дух времени и полемику, присутствующие на арене живописи действия. Минимализм утверждал, что чрезвычайная простота может охватить все возвышенное представление, необходимое в искусстве. Минимализм в живописи и скульптуре, в отличие от других областей, является поздним модернистским движением и в зависимости от контекста может быть истолкован как предшественник постмодернистского движения.
Хэл Фостер в своём эссе «Суть минимализма» исследует степень, в которой Дональд Джадд и Роберт Моррис признают и превосходят Гринберговский модернизм в своих опубликованных определениях минимализма. Он утверждает, что минимализм — это не «тупик» модернизма, а «сдвиг парадигмы в сторону постмодернистских практик, которые продолжают разрабатываться сегодня».
В конце 1960-х годов термин «постминимализм» был придуман Робертом Пинкусом-Виттеном для описания минималистского производного искусства, имеющего содержание и контекстные обертоны, которые отверг минимализм, к этому направлению были отнесены работы Евы Гессе, Кейта Соннье, Ричарда Серра и новые работе бывших минималистов Роберта Смитсона, Роберта Морриса, Сола Левита и других.
Розалинда Краусс утверждает, что к 1968 году такие художники, как Моррис, Левит, Смитсон и Серра, «оказались в ситуации, логические условия которой уже нельзя назвать модернистской». Расширение категории скульптуры, включившей ленд-арт и архитектуру, «привело к переходу в постмодернизм».

### Процесс-арт
Однако к концу 1960-х годов процесс-арт стал революционной концепцией и движением, которое охватило живопись и скульптуру, посредством лирической абстракции и постминималистического движения, а также раннего концептуального искусства. Ева Гессе, Роберт Смитсон, Уолтер Де Мария, Ричард Серра, Нэнси Грейвс, Яннис Кунеллис, Брюс Науман, Ричард Таттл, Мел Бохнер, Ханна Вилке, Линда Бенглис, Майкл Хейзер, Лоуренс Вайнер, Джозеф Кошут были одними из художников направления, появившихся в 1960-х годах. Искусство процесс-арта, вдохновлённое Поллоком, позволило художникам экспериментировать и использовать разнообразную палитру стиля, содержания, материала, размещения, ощущения времени, масштаба, размера, пластичности и реального пространства.

### Поп-арт
Термин «поп-арт» использовался Лоуренсом Аллоуэйем для описания картин, которые прославляли потребительство западного мира эпохи после Второй мировой войны. Это движение отвергло абстрактный экспрессионизм и его ориентацию на герменевтический и психологический интерьер, в пользу искусства, движение изображало и часто прославляло материальную потребительскую культуру, рекламу и иконографию эпохи массового производства. Ранние работы Дэвида Хокни и работы Ричарда Гамильтона, Джона Макхейла и Эдуардо Паолоцци считались оригинальными примерами в движении. В то время как более поздние американские примеры включают основную часть карьеры Энди Уорхола и Роя Лихтенштейна и его использование точек Бенди, техники, используемой в коммерческом воспроизведении. Существует чёткая связь между радикальными работами Дюшана, мятежного дадаиста — с чувством юмора, и поп-артистами, такими как Клас Олденбург, Энди Уорхол, Рой Лихтенштейн и другими.
В целом поп-арт и минимализм начинались как модернистские движения, сдвиг в парадигме и философский раскол между формализмом и антиформализмом в начале 1970-х годов заставили некоторые критиков рассматривать эти движения как предшественников или предтечей постмодернистского искусства. Другими современными движениями, которые упоминаются как влиятельные для постмодернистского искусства, являются концептуальное искусство, дадаизм и сюрреализм, а также использование таких технических методов, как ассамбляж, монтаж, коллаж, бриколаж и художественные формы, которые используют запись или воспроизведение в качестве основы для произведений искусства.
Существуют различные мнения относительно того, является ли поп-арт поздним модернистским движением или постмодернистским. Томас Макэвелли, соглашаясь с Дейвом Хикки, говорит, что постмодернизм в изобразительном искусстве начался с первых выставок поп-арта в 1962 году, «хотя прошло около двадцати лет, прежде чем постмодернизм стал доминирующим в изобразительном искусстве». Фредерик Джеймсон тоже считает поп-арт постмодернистским.

### Перформанс и хеппенинг
В конце 1950-х и 1960-х художники с широким спектром интересов начали раздвигать границы современного искусства. Ив Кляйн во Франции и Кэроли Шнееманн, Яёи Кусама, Йоко Оно в Нью-Йорке были пионерами произведений, основанных на перформансах. Такие группы, как «Живой театр» с Джулианом Беком и Джудит Малиной, сотрудничали со скульпторами и художниками, создавая обстановку радикально меняющую отношения между аудиторией и исполнителем. Эти представления часто предназначались для создания новой формы искусства, сочетающей в себе скульптуру, танец, музыку или звук, часто с участием аудитории. Произведения были охарактеризованы редуктивными философиями минимализма, спонтанной импровизацией и выразительностью абстрактного экспрессионизма.
В течение того же периода — с конца 1950-х до середины 1960-х различные художники-авангардисты создавали хеппенинги. Случаи были таинственными и часто стихийными и незарегистрированными собраниями художников, их друзей и родственников в различных указанных местах. Мероприятия включают в себя абсурдные, физические упражнения, странные костюмы, спонтанную наготу и различные случайные и, казалось бы, несвязные действия. Аллан Капроу, Клас Олденбург, Джим Дайн и Роберт Уитмен, среди прочих, были известными создателями хеппенингов.

### Fluxus
Флюксус был назван и организован в 1962 году Джорджем Мачюнасом (1931—1978), американским художником, родившимся в Литве. Fluxus ведёт своё начало от классов экспериментальной композиции Джона Кейджа с 1957 по 1959 год в Новой школе социальных исследований в Нью-Йорке. Многие из его учеников были художниками, практически не имеющими музыкального опыта. Среди студентов Кейджа были основатели Fluxus Джексон МакЛоу, Ал Хансен, Джордж Брехт и Дик Хиггинс.
По внешним проявлениям Флюксус нередко напоминает дадаизм. Многие представители Флюксус-группы 60-х сами говорили о непосредственном влиянии дадаистов, в частности Марселя Дюшана, на их творчество. Но назвать новое течение «нео-дада» было бы неверно. Основатель Флюксуса, Джордж Мачюнас, предпочёл обратиться к мёртвой латыни, вероятно, чтобы тем самым, во-первых, отделить новое течение от исторически сложившегося дадаизма, а во-вторых — подчеркнуть вневременность идей Флюксуса. Простой до банальности, порой смехотворно глупый или вызывающе дикий, Флюксус бросал вызов канонам, в которых «застряло» официальное искусство 50—60-х гг. Флюксус был призван в очередной раз стереть границы между искусством и жизнью, научить людей видеть прекрасное в самых тривиальных вещах, жить «в моменте», создавать нечто интересное постоянно и из «ничего» вне мастерских, вне сцены, без отрыва от повседневности. Fluxus включил в себя сильный поток анти-коммерциализма и анти-художественной чувствительности, осуждая мир традиционного искусства, ориентированного на рынок, в пользу творческой практики, ориентированной на художника. Художники Fluxus предпочитали работать с любыми материалами, которые были под рукой, и либо создавали свои собственные работы, либо сотрудничали в процессе создания со своими коллегами.
Андреас Хюйссен критикует попытки заявить о Fluxus как о постмодернизме как о «либо мастер-коде постмодернизма, либо, в конечном счёте, непредставимом художественном движении — как бы возвышенном постмодернизме». Вместо этого он видит Fluxus как основной нео-дадаистский феномен в рамках авангардной традиции. Он не представлял большого прогресса в разработке художественных стратегий, хотя и выражал бунт против «управляемой культуры 1950-х годов, в которой умеренный, одомашненный модернизм служил идеологической опорой для холодной войны».

## Движения, связанные с постмодернистским искусством

### Концептуальное искусство
Концептуальное искусство стало важным событием в современном искусстве в конце 1960-х годов. Поздний модернизм расширился и сократился в конце 1960-х, и для некоторых концептуальное искусство полностью порвало с модернизмом. Иногда концептуальное искусство маркируется как постмодерн, потому что оно явно вовлечено в деконструкцию того, что делает произведение искусства «искусством».
В концептуализме концепция произведения важнее его физического выражения, цель искусства — в передаче идеи. Концептуальные объекты могут существовать в виде фраз, текстов, схем, графиков, чертежей, фотографий, аудио- и видео- материалов. Объектом искусства может стать любой предмет, явление, процесс, поскольку концептуальное искусство представляет собой чистый художественный жест.
Дюшана можно рассматривать как предшественника концептуального искусства. Так авангардный композитор Дэвид Тюдор создал пьесу «Воссоединение» (1968), написанную совместно с Лоуэлл-Кросс, в которой представлена игра в шахматы, где каждый ход вызывает эффект освещения или проекцию. На премьере игра была сыграна между Джоном Кейджем и Марселем Дюшаном. Некоторые другие известные примеры, композиция «4′33″» американского композитора Джона Кейджа, во время исполнения которой не играется ни один звук. Многие концептуальные работы придерживаются той позиции, что искусство создаётся зрителем, наблюдающим объект, и не как иначе.

### Инсталляция
Важная серия движений в искусстве, которые последовательно описывались как постмодерн, включала инсталляционное искусство и создание объектов, которые имеют концептуальный характер. Одним из примеров являются таблички Дженни Хольцер, которые используют художественные методы для передачи конкретных сообщений, таких как «Защити меня от того, что я хочу». Вступая в различные неординарные комбинации, вещь освобождается от своей практической функции, приобретая функцию символическую. Смена контекстов создаёт смысловые модификации, игру значений. Габарит инсталляций варьируется от предельно малого, куда можно только заглянуть одним глазком, до нескольких залов в крупных музеях. Инсталляция, в отличие от плоских росписей и единичных объектов, делает акцент на создание интерьерного пространства.

### Интермедиа и мультимедиа
Другой тенденцией в искусстве, которая ассоциируется с термином постмодерн, является использование нескольких различных средств художественного выражения вместе. Интермедиа, термин, придуманный Диком Хиггинсом и предназначенный для обозначения новых форм искусства по направлениям Флюксус, фигурная поэзия, реди-мейд, перформанс. Устойчивые сочетания жанров превращались в новые формы художественной практики, например в такие, как визуальная поэзия, искусство перфомансов. Эти симбиозы происходили в русле глобальной тенденции XX века, заключавшейся в разрушении границ между средами, смешения выразительных средств разных видов искусств. Под интермедиа понимались новые работы которые не могли быть описаны в рамках существующих на начало 1960-х годов художественных категорий, потому что по смыслу находились между двумя выразительными средствами, которые уже были известны и использовались.
Хотя теория объединения нескольких искусств в одно искусство довольно стара и периодически возрождается, постмодернистская манифестация часто сочетается с перформанс-искусством, где драматический подтекст удалён, а то, что осталось, — это конкретные высказывания художника или концептуальное изложение действия.

### Искусство присвоения и нео-концептуальное искусство
В эссе «Аллегорической Impulse: к теории постмодернизма», критик Крейг Оуэнс в 1980 году идентифицирует возрождение в аллегорическом импульсе в качестве характеристики постмодернистского искусства. Этот импульс можно увидеть в искусстве присвоения таких художников, как Шерри Левин и Роберт Лонго, потому что «аллегорические образы — это присвоенные образы». Искусство присвоения развенчивает модернистские представления о художественном гении и оригинальности и является более амбивалентным и противоречивым, чем современное искусство, одновременно устанавливая и разрушая идеологии, «будучи одновременно критичным и соучастным».

### Неоэкспрессионизм
Возвращение к традиционным формам искусства скульптуры и живописи в конце 1970-х и начале 1980-х годов, увиденное в работах художников-неоэкспрессионистов, таких как Георг Базелиц и Джулиан Шнабель, было охарактеризовано как постмодернистская тенденция и одна из первых согласованных движений, которые возникли в эпоху постмодерна.
Его прочные связи с рынком коммерческого искусства подняли вопросы, как о его статусе постмодернистского движения, так и об определении самого постмодернизма. Хэл Фостер заявляет, что неоэкспрессионизм был соучастником консервативной культурной политики эпохи Рейгана-Буша в США. Пьер-Феликс Гваттари заявляет, что постмодернизм — не что иное, как последний вздох модернизма. Эта критика неоэкспрессионизма показывает, что деньги и общественные отношения действительно поддерживали мировое доверие к современному искусству в Америке в тот же период, когда концептуальные и феминистские художественные практики систематически переоценивали современное искусство.

### Поздняя модернистская живопись и скульптура в XXI веке
В начале XXI века современная живопись, современная скульптура и современное искусство в целом продолжаются развиваться в нескольких смежных направлениях, характеризующихся идеей плюрализма. «Кризис» в живописи, скульптуре и современном искусстве, а также современная арт-критика сегодня вызваны плюрализмом. В отношении репрезентативного стиля эпохи нет и не должно быть консенсуса. Следовательно, произведения искусства продолжают изготавливаться, хотя и в самых разных стилях и эстетических темпераментах, а рынок является мерилом признания и успеха.
Не существуют общепринятого термина, который определил бы искусство двух последних десятилетий XXI века, ряд критиков заявляет о закате постмодернизма. При этом никогда прежде не создавалось и не покупалось так много произведений современного искусства. Никогда прежде общественность и СМИ и проявляли к искусству такого интереса. Английский искусствовед Уилл Гомперц в своей книге «Непонятное искусство. От Моне до Бэнкси» для описания нового искусства XXI века вводит термин новый авангард.